# Mattwil
Mattwil ist eine Ortschaft in der Gemeinde Birwinken im Bezirk Weinfelden des Schweizer Kantons Thurgau.
1803 bis 1994 bildete Mattwil eine Ortsgemeinde in der damaligen Munizipalgemeinde Birwinken. Am 1. Januar 1995 fusionierte die Ortsgemeinde mit der Munizipalgemeinde zur politischen Gemeinde Birwinken.

## Geographie
Mattwil liegt auf dem Seerücken an der Strasse Sulgen–Langrickenbach. Zur Ortsgemeinde gehörten Mattwil und Altighofen.

## Geschichte

Mattwil im Jahr 1954, im Hintergrund der Bodensee

Die Siedlung wurde 1200 als Matewilare erstmals urkundlich erwähnt. Ab 1200 lassen sich die Ministerialen von Mattwil nachweisen. Vom Spätmittelalter bis 1798 gehörte ein Drittel von Mattwil zum Gericht Berg mit Appellation beim Hofgericht Konstanz, die anderen zwei Drittel zu den sogenannten Hohen Gerichten, in denen die thurgauischen Landvögte die niedere und hohe Gerichtsbarkeit ausübten. Im 17. Jahrhundert stellten die thurgauischen Landvögte Mattwil Gemeindebriefe zur Bestätigung seiner Rechte aus.
Mattwil teilte stets das Schicksal der Pfarrei Langrickenbach. 1844 vereinigten sich Klarsreuti und Mattwil zu einer Schulgemeinde, 1959 die Schulgemeinden Birwinken, Mattwil-Klarsreuti und Happerswil-Buch. 1869 entstand im Dorf die erste schweizerische Chrischona-Gemeindschaft, Markus Hauser war ab 1872 der erste Prediger dieser evangelischen Freikirche, und am 10. August 1873 wurde ihre Kapelle vor Ort eingeweiht.
Bis um die Mitte des 20. Jahrhunderts war das Dorf bäuerlich geprägt. Die 1600 erwähnte Mühle stand bis um 1920 in Betrieb. Im 19. Jahrhundert waren Buntweberei (Baumwolle) und mechanische Stickerei verbreitet.

## Wappen

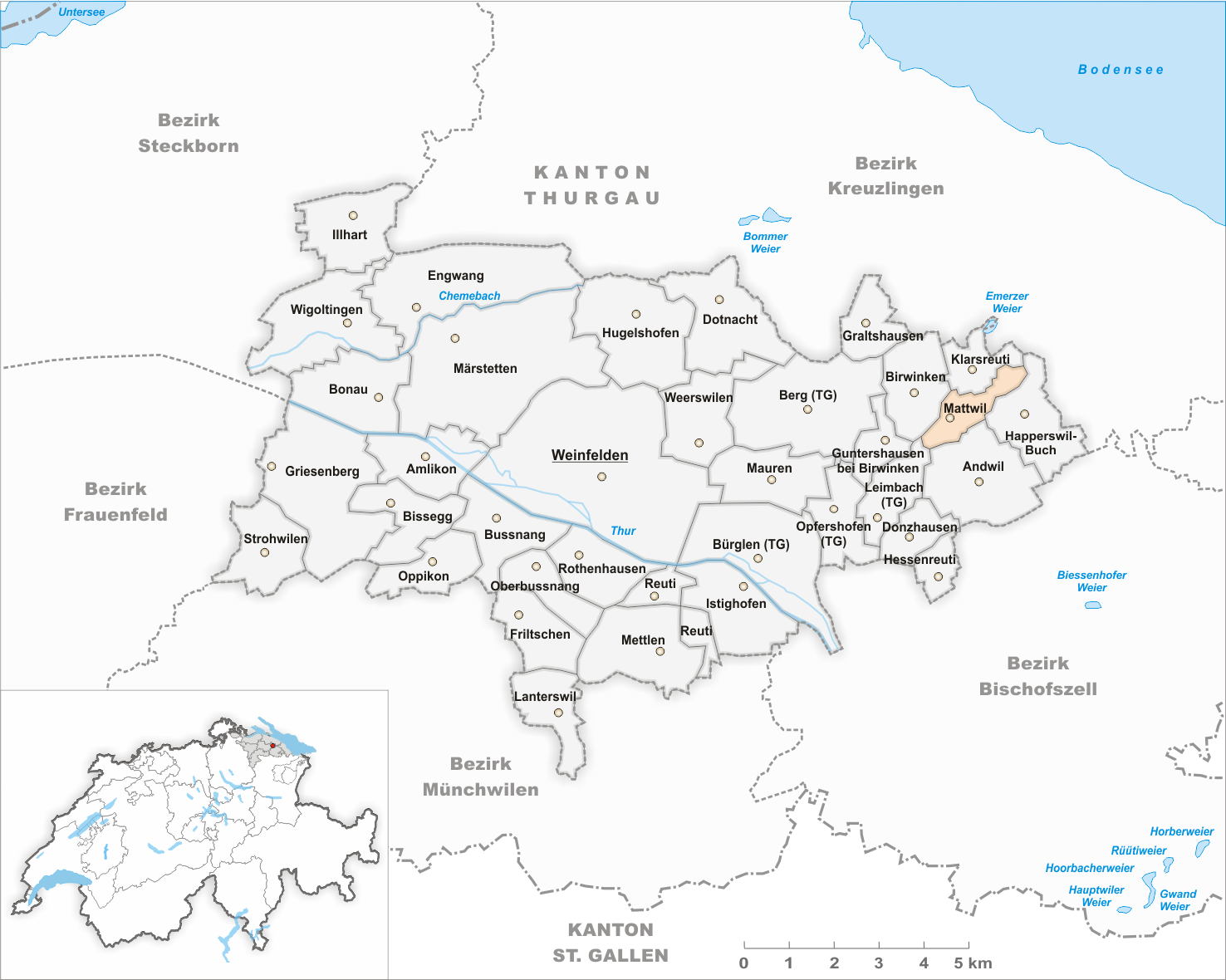
Gemeindestand vor der Fusion im Jahr 1995

Blasonierung: Gespalten von Rot mit einer weissen und Gelb mit einer roten Rose.
Die Spaltung des Wappens versinnbildlicht die einstige Trennung von Mattwil. Die Rosen in beiden Hälften stammen von den Freiherren von Güttingen. Die Farben gelb und rot zeigen die Zugehörigkeit zur Landvogtei Thurgau und die Farben rot und weiss zur Herrschaft Berg.

## Bevölkerung
Von den insgesamt 374 Einwohnern der Ortschaft Mattwil am 31. Dezember 2023 waren 91 bzw. 24,3 % ausländische Staatsbürger. 129 (34,5 %) waren evangelisch-reformiert und 81 (21,7 %) römisch-katholisch.
| Jahr         | 1850  | 1900  | 1950  | 1990  | 2000  | 2010  | 2018  | 2023  |
| ------------ | ----- | ----- | ----- | ----- | ----- | ----- | ----- | ----- |
| Ortsgemeinde | 185   | 196   | 181   | 193   |       |       |       |       |
| Ortschaft    |       |       |       |       | 276   | 317   | 341   | 374   |
| Quelle       | [ 3 ] | [ 3 ] | [ 3 ] | [ 3 ] | [ 8 ] | [ 9 ] | [ 2 ] | [ 7 ] |

## Bilder

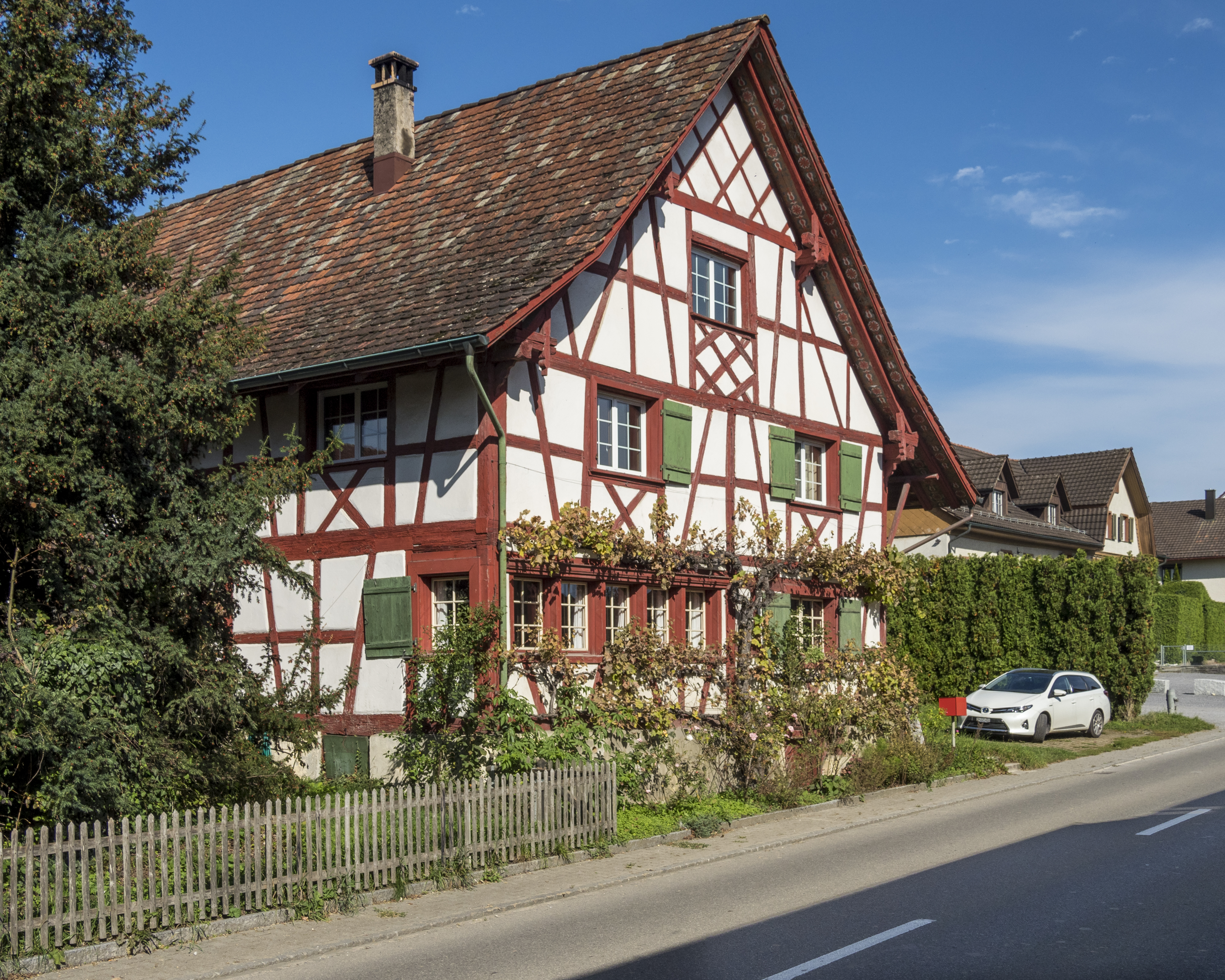
Dorfstrasse 28
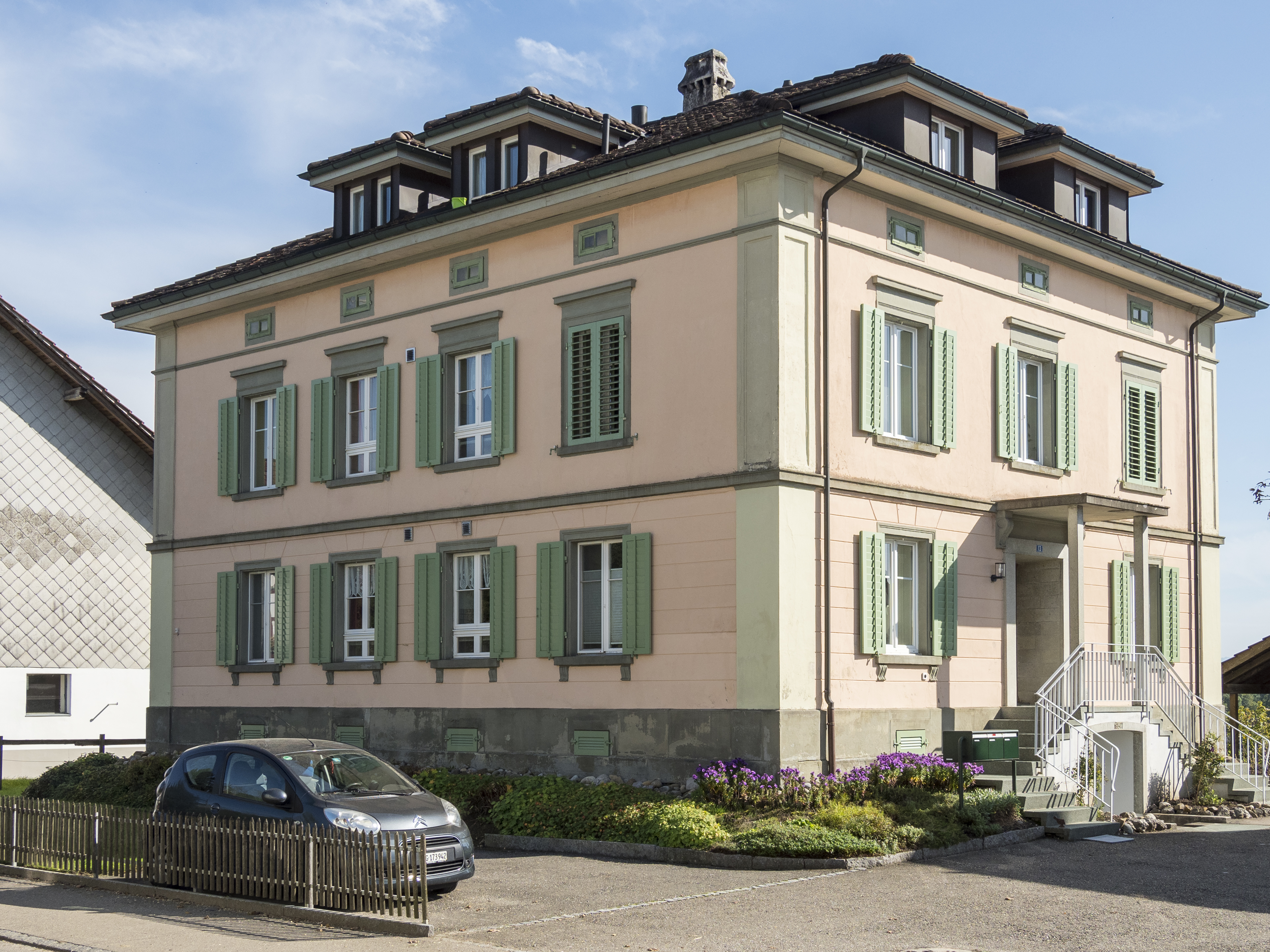
Dorfstrasse 13
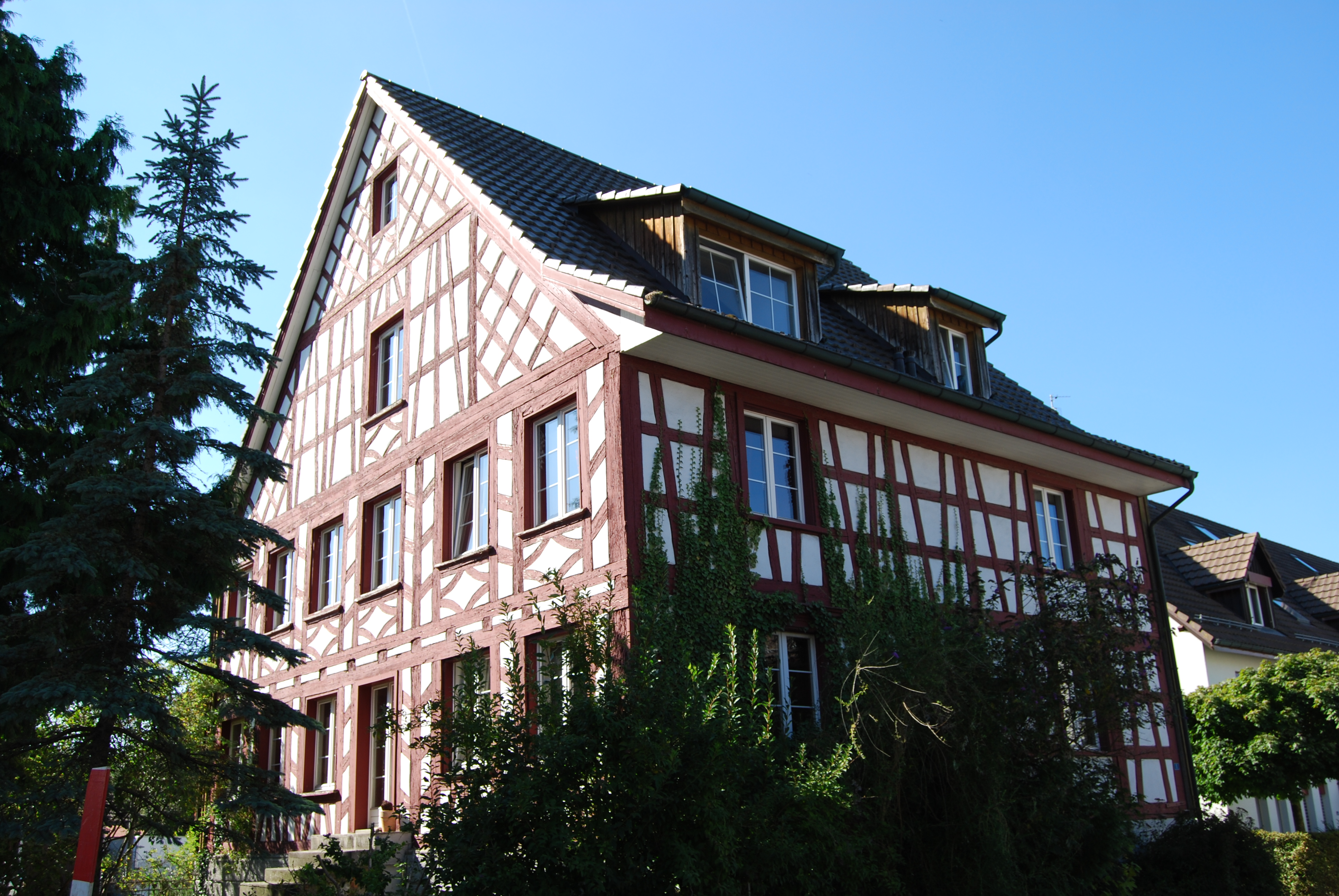
Riegelhaus